# Cours Gouffé
Pour les articles homonymes, voir Gouffé.
Le Cours Gouffé est une voie des 5e et 6e arrondissements de Marseille. 

## Situation et accès
Il va du boulevard Baille à la place Gouffé.

## Origine du nom
Elle porte le nom de la famille Gouffé propriétaire des terrains sur lesquels fut ouverte la voie.

## Historique
Ce cours est ouvert à la fin du XVIIIe siècle sur des terrains appartenant pour l’essentiel à la famille Gouffé dont un des membres était Bernard Gouffé de Lacour, directeur du jardin botanique. Une plante, la sabline de Provence (Gouffeia arenarioides) lui est dédiée et ne se trouve que dans les Bouches-du-Rhône et le Var.
Au début du XIXe siècle, le cours Gouffé est habité par des familles égyptiennes dont certains membres avaient servi dans des unités de l’armée de Bonaparte. Le 25 juin 1815 plusieurs de ces habitants sont massacrés par une foule anti-bonapartiste, c'est le massacre des Mamelouks.

## Bâtiments remarquables et lieux de mémoire
À l’angle de la rue d’Austerlitz se trouve un magnifique immeuble construit par les frères David, ébénistes de renom. Cette fabrique de meubles de grande qualité a disparu.